# Fugida suïcida
Fugida suïcida (Breakout) és una pel·lícula d'aventures estatunidenca dirigida per Tom Gries el 1975. Ha estat doblada al català.

## Argument
Jay Wagner, un home de negocis americà, està injustament acusat d'un homicidi i empresonat en una presó a Mèxic. La seva esposa contracta Nick Colton, un pilot d'helicòpter endurit, per alliberar el seu marit.

## Repartiment
- Charles Bronson: Nick Colton
- Robert Duvall: Jay Wagner
- Jill Ireland: Ann Wagner
- Randy Quaid: Hawk Hawkins
- Sheree North: Myrna Spencer
- Alan Vint: Harve
- John Huston: Harris Wagner
- Roy Jenson: Xèrif Spencer

## Producció
Les escenes que representen la presó són rodades a la Catalunya Nord del 9 al 29 de setembre de 1974, al Castell de Bellaguarda, situat al Pertús. Els gitanos de Perpinyà van ser contractats com figurants per fer de mexicans.